# Life Goes On (菲姬歌曲)
Life Goes On是美國歌手菲姬於2016年11月11日發行的單曲，收錄於菲姬第二張錄音室專輯《Double Dutchess》。